# Полбин, Иван Семёнович
Ива́н Семёнович По́лбин (14 [27] января 1905, село Ртищево-Каменка, Симбирская губерния — 11 февраля 1945 года, Бреслау, Нижняя Силезия) — советский военачальник, гвардии генерал-майор авиации (25 октября 1943 года). Дважды Герой Советского Союза (23 ноября 1942 года и 6 апреля 1945 года, посмертно).

## Биография
Родился 27 января (9 февраля) 1905 года в селе Ртищево-Каменка (ныне Полбино Майнского района Ульяновской области).
С осени 1918 года, несколько лет работал на железной дороге в бригаде ремонтных рабочих на станции Выры. Обучался в профтехшколе села Скугареевка.
В 1922 году вступил в ряды комсомола, после чего стал секретарём волостной комсомольской организации и членом Ульяновского уездного комитета комсомола.
В 1925 году окончил школу 2-й ступени в селе Карлинском.
В ноябре 1927 года был призван в ряды РККА и направлен в школу одногодичников Богунского полка в Житомире. В 1927 году вступил в ряды ВКП(б).
С июня 1928 года находился в долгосрочном отпуске, из которого на службу вернулся в июне 1929 года и направлен в Вольскую объединённую военную школу лётчиков и авиатехников, по окончании которой в 1930 году был направлен в 3-ю Оренбургскую военную школу лётчиков и лётчиков-наблюдателей имени К. Е. Ворошилова, по окончании которой в январе 1932 года был назначен на должность инструктора-лётчика 9-й военной школы лётчиков, дислоцированной в посёлке Рогань (Украинский военный округ), а в июле 1933 года — на должность командира корабля «ТБ-3» в составе 115-й авиационной эскадрильи 29-й авиационной бригады Московского военного округа, дислоцированной в Воронеже. В августе 1933 года бригада была передислоцирована в Нерчинск (Забайкальский военный округ).
В августе 1936 года был назначен на должность командира авиационного отряда (102-я тяжёлая авиационная эскадрилья, 101-я авиационная бригада), дислоцированного на станции Домно, в апреле 1938 года — на должность командира эскадрильи 32-го скоростного бомбардировочного авиационного полка, дислоцированной на станции Бада, а в июле 1939 года — на должность командира эскадрильи 150-го скоростного бомбардировочного авиационного полка (100-я авиационная бригада, 57-й особый корпус), дислоцированной в Монгольской Народной Республике. Участвовал в боевых действиях на Халхин-Голе. За личное мужество и умелое командование эскадрильей Иван Семёнович Полбин награждён орденом Ленина.
В феврале 1940 года был назначен на должность командира 150-го скоростного бомбардировочного авиационного полка, дислоцированного в Чите.

### Великая Отечественная война
В начале Великой Отечественной войны полк под командованием майора Ивана Полбина был передислоцирован на запад и с июля вёл боевые действия на Западном фронте. Уже в ноябре 1941 года за совершенные лично 30 боевых вылетов, умелое командование полком и нанесённый большой урон врагу был представлен к присвоению звания Героя Советского Союза (но тогда награда была заменена на орден Красного Знамени).
В сентябре 1942 года был назначен помощником начальника инспекции ВВС РККА по бомбардировочной и разведывательной авиации. К августу 1942 года выполнил 107 боевых вылетов (в том числе 74 ночью). В вылете 15 июля 1942 года, в паре с Л. В. Жолудевым, уничтожил крупный немецкий склад горючего в посёлке Морозовском, сорвав тем самым наступление немецких танковых частей на данном участке фронта.
Указом Президиума Верховного Совета СССР «О присвоении звания Героя Советского Союза начальствующему составу Красной Армии» от 23 ноября 1942 года за «образцовое выполнение боевых заданий командования на фронте борьбы с немецкими захватчиками и проявленные при этом отвагу и геройство» удостоен звания Героя Советского Союза с вручением ордена Ленина и медали «Золотая Звезда».
В декабре 1942 года был назначен на должность первого заместителя начальника инспекции ВВС РККА по штурмовой и бомбардировочной авиации, в феврале 1943 года — на должность командира 301-й бомбардировочной авиационной дивизии, а в марте 1943 года — на должность командира 1-го бомбардировочного авиационного корпуса, в феврале 1944 года преобразованного во 2-й гвардейский, а в декабре 1944 года — во 6-й гвардейский. Корпус принимал участие в Курской битве, битве за Днепр, а также Кировоградской, Корсунь-Шевченковской, Уманско-Ботошанской, Львовско-Сандомирской, Ясско-Кишинёвской и Висло-Одерской наступательных операциях.
10 февраля 1945 года командующий 2-й воздушной армией С. А. Красовский представил гвардии генерал-майора авиации И. С. Полбина к званию дважды Героя Советского Союза за совершенные 157 боевых вылетов, лично сбитые 2 немецких истребителя, за отличное руководство боевыми действиями корпуса.
На следующий день, 11 февраля 1945 года генерал-майор авиации Иван Семёнович Полбин погиб в небе над городом-крепостью Бреслау, совершая свой 158-й боевой вылет. Вместе с Полбиным погиб штурман подполковник М. К. Зарукин, а стрелок-радист старшина В. А. Орлов выбросился на парашюте, после чего попал в плен, но вскоре был освобождён.

В оперативной сводке штаба 6-го гвардейского бомбардировочного авиакорпуса так описываются обстоятельства гибели командира: 

8 экипажей Пе-2 под командованием командира корпуса гвардии генерал-майора Полбина в период 15.30-15.45 с высоты 1500—1600 метров с пикирования с замкнутого круга бомбардировали и штурмовали войска и технику в юго-западной части Бреслау… 

При бомбардировании групп методом пикирования с замкнутого круга на четвёртом заходе на цель, прямым попаданием снаряда СЗА подожжён самолёт, пилотированный гвардии генерал-майором Полбиным с главным штурманом 2-го гвардейского бак гвардии подполковником М. К. Зарукиным, флагманским стрелком-радистом гвардии старшиной В. С. Орловым.

При попытке сорвать пламя у самолёта отвалилось хвостовое оперение. Горящий самолёт упал на восточной окраине Бреслау и взорвался. Из состава экипажа один человек выбросился на парашюте. 

## Воспоминания
Я хорошо знал этого талантливого авиационного командира, несгибаемого большевика-ленинца, человека твёрдой воли, высокой военной культуры и личного обаяния. Это был командир-творец, постоянно ищущий, собранный, целеустремлённый. В Иване Семёновиче Полбине органически сочетались глубокие теоретические знания с блестящими лётными качествами. Свои решения он строил на точных расчётах, с учётом конкретной обстановки и умел отстоять свой замысел, если даже не всем и не сразу он казался обоснованным.— Главный маршал авиации А.Новиков, дважды Герой Советского Союза

Он был одним из тех авиаторов-генералов, которые при высоком звании и служебном положении сохраняют профессиональную молодость, юношескую увлечённость делом. Командирские обязанности не лишили его этих важных качеств. Он летал, совершенствовал тактику, личным примером вдохновлял лётчиков на подвиги. На сборах я всегда прислушивался к его высказываниям, присматривался к нему — образцу человека и лётчика.— Покрышкин А. И.. Небо войны. — 6-е изд. — М.: Воениздат, 1980. — С. 420.

## Награды
- Две медали «Золотая Звезда» Героя Советского Союза (23.11.1942, 06.04.1945);
- два ордена Ленина (17.11.1939, 23.11.1942);
- два ордена Красного Знамени (6.11.1941, 20.01.1942);
- орден Богдана Хмельницкого 1-й степени (25.08.1944);
- орден Суворова 2-й степени (22.02.1944);
- орден Отечественной войны 1-й степени (27.08.1943);
- орден Красной Звезды (03.11.1944[12]);
- медаль «За оборону Москвы» (11.11.1944);
- медаль «За оборону Сталинграда»;
- В боях за овладение городом Львов отмечен в приказе Верховного Главнокомандующего Маршала Советского Союза И. Сталина от 27 июля 1944 года № 154[13] .

## Воинские звания
- Старший лейтенант (1936),
- Капитан (1938),
- Майор (29.11.1939),
- Подполковник (08.12.1941),
- Полковник (12.08.1942),
- Генерал-майор авиации (25.10.1943)[3].

## Семья
- Жена Мария Николаевна, с 1932 г.
- Дети:
  - сын Виктор (1933 г.р),
  - дочь Людмила (1937 г.р.),
  - дочь Галина (1941 г.р.)[14].

## Память
- Село Ртищево-Каменка, где родился И. С. Полбин, в 1965 году переименовано в Полбино.
- Бюсты И. С. Полбина установлены в родном селе, ныне носящем его имя, а также в Оренбурге и Ульяновске.
- Его именем названы улицы в Москве, Ульяновске, Вроцлаве, Донецке, Вольске и Майна, а также Оренбургское высшее военное авиационное Краснознамённое училище лётчиков.
- 5 мая 1980 года на кладбище советских офицеров на Партеницах во Вроцлаве, открыта символическая могила.
- В январе 2015 года на доме № 1 по улице Ивана Полбина в оседле Козанув дзельницы Фабрична Вроцлава открыта мемориальная доска.
- Почта СССР в 1965 году выпустила почтовую марку № 3149 из серии «Герои Великой Отечественной войны, зачисленные в списки воинских частей», посвящённую дважды Герою Советского Союза генерал-майору авиации И. С. Полбину.
- На фасаде школьного здания в селе Карлинском установлена мемориальная доска[5].
- В селе Карлинском Влас Иванов-Паймен создал музей И. С. Полбина[5].
- школа № 43 в городе Ульяновск (а также пионерская дружина этой школы) носили имя И. С. Полбина[15]
- С 1972 года в Ульяновске проходит всероссийский турнир по греко-римской борьбе памяти дважды героя Советского Союза Ивана Полбина[16].

## Галерея
- Памятный знак Полбину (ул. Полбина, Ульяновск).
- Памятник Полбину (ул. Полбина, Ульяновск).
- Стела с именами Героев Ульяновской области (Имя Полбина в верхней части) (Пл. 30-летия Победы, Ульяновск).

## Кинохроника
- Д/Ф «Оружие Победы» — Пикирующий бомбардировщик Пе-2: →